# Ambia eucampta
Ambia eucampta là một loài bướm đêm trong họ Crambidae.